# ديفيد أندرولي
ديفيد أندرولي هو لاعب كرة قدم سويسري في مركز الوسط، ولد في 29 سبتمبر 1982 في Littau ‏ في سويسرا. لعب مع نادي كرينز ونادي لوزيرن ونادي لوغانو.

## وصلات خارجية
- ديفيد أندرولي على موقع قاعدة بيانات كرة القدم.إي يو (الإنجليزية)
- ديفيد أندرولي على موقع عالم كرة القدم.نت (الإنجليزية)